# Kaldbak
Kaldbak (IPA: [ˈkalːbak], danska: Kalbak) är en tätort på Färöarna, belägen vid Kaldbaksfjørður på Streymoys östkust. Kaldbak utgjorde fram till 1976 en egen kommun, Kaldbaks kommun, men tillhör sedan en kommunreform Torshamns kommun. Vid folkräkningen 2015 hade Kaldbak 241 invånare.
Utgrävningar visar att det bott människor i Kaldbak sedan 1000-talet, trots att platsen aldrig nämnts vid namn för 1584 då Tummas Símunarson skapade ett gårdsbruk här. Kyrkan byggdes 1835. Vägförbindelse till Kaldbaksbotnur byggdes 1977, och dessa platser fick förbindelse till det övriga vägnätet på ön först 1980.

## Befolkningsutveckling
| Befolkningsutvecklingen i Kaldbak 1985–2015 | Befolkningsutvecklingen i Kaldbak 1985–2015 | Befolkningsutvecklingen i Kaldbak 1985–2015 | Befolkningsutvecklingen i Kaldbak 1985–2015 | Befolkningsutvecklingen i Kaldbak 1985–2015 |
| ------------------------------------------- | ------------------------------------------- | ------------------------------------------- | ------------------------------------------- | ------------------------------------------- |
|                                             |                                             |                                             |                                             |                                             |
| År                                          |                                             |                                             | Folkmängd                                   |                                             |
| 1985                                        | 1985                                        |                                             | 149                                         |                                             |
| 1990                                        | 1990                                        |                                             | 193                                         |                                             |
| 1995                                        | 1995                                        |                                             | 190                                         |                                             |
| 2000                                        | 2000                                        |                                             | 209                                         |                                             |
| 2005                                        | 2005                                        |                                             | 221                                         |                                             |
| 2010                                        | 2010                                        |                                             | 231                                         |                                             |
| 2015                                        | 2015                                        |                                             | 241                                         |                                             |
|                                             |                                             |                                             |                                             |                                             |